# Jiri
Jiri est une localité du District de Dolkha au Népal.
Sa population était de 13 638 habitants en 2011.
La ville est située sur l'itinéraire historique des expéditions himalayennes.

## Sources
- (en) Cet article est partiellement ou en totalité issu de l’article de Wikipédia en anglais intitulé « Jiri » (voir la liste des auteurs).